# Українська державна чоловіча гімназія (Перемишль)
Українська (Руська) державна чоловіча гімназія в Перемишлі — навчальний заклад з українською мовою навчання в місті Перемишль.
За весь час свого 44-літнього самостійного існування (1895—1939) вийшло з неї 2 648 матуристів (пересічно по 51 в рік), серед яких було: 2 518 греко-католиків, 8 православних, 6 римо-католиків, 2 євангелістів і 114 мойсеєвого віровизнання. Цей навчальний заклад у різні історичні періоди мав різні назви, які мінялися шість разів.

## Історія

### Попередні навчальні заклади у місті
Після розділу Польщі та встановлення Австрійської імперії колишню єзуїтську п'ятикласну гімназію з латинською мовою викладання удержавили (тобто, перетворили на світський навчальний заклад) та у 1818 році після наполеонівських війн перетворили у восьмикласну (два останні роки були німецькою мовою навчання та називалися "філософічним ліцеєм"). Випускники таких гімназій мали право поступати в університет. Зазвичай нагляд над такими світськими гімназіями і ліцеями передавали до рук римо-католицьких єпископів та їхніх каноніків. Однак, оскільки у перемиському ліцеї була більшість греко-католиків, педагогічний нагляд над перемиською гімназією і ліцеєм передано у 1824 р. винятково греко-католицькому єпископу Івану Снігурському, який вів його аж до смерті у 1847 р. Учнем цієї гімназії був о. Михайло Вербицький.
Гімназисти щоденно о 7:30 ходили у францисканський костел на Службу Божу, на якій співали "Ми припадаємо додолу" та інші пісні німецькою мовою. На великі свята співали на хорах самойлівкою з "київським наспівом"[джерело?].

### Руська державна чоловіча гімназія в Перемишлі
За клопотанням посла Юліяна Романчука та літератора Олександра Огоновського постановою австрійського уряду з 1888/1889 навчального року при існуючій польськомовній гімназії в Перемишлі щороку почали відкривати рівноцінний клас з українською мовою вивчення всіх предметів. Першим керівником цих паралельних класів призначили Григорія Цеглинського. Василь Верига стверджував, що заснована 1887 року.
У 1895/1896, коли таких класів стало вісім, відкрилася окрема українська гімназія. З вересня 1895 року гімназія розташувалася в новозбудованому триповерховому будинку по вулиці Словацького, 21. Директором гімназії став і до 1910 року був Григорій Цеглинський.
1910 року директором гімназії став Андрій Алиськевич, який заснував для бідних учнів «Дешеву кухню», пізніше бурсу (гуртожиток) під такою самою назвою. Склад професорів доповнився молодими силами. Під час Першої світової війни, через облогу Перемишля російськими військами науку в гімназії перервано, та знову відновлено.
У 1924—1927 роках директором гімназії був Михайло Грицак.
На весну 1932 року директором гімназії став професор Академічної гімназії у Львові Степан Шах, колишній старшина Української галицької армії та секретар Матірного Т-ва «Просвіта» у Львові.
Директор притягнув до співпраці батьків учнів, заснував статутове самостійне товариство «Кружок Родичів», яке давало моральну та матеріяльну допомогу учням, зокрема бідним; дбав про розвиток шкільних гуртків і сам опікувався цими гуртками.

## Матуристи (випускники)
- Замора Федір Павлович (в 1907) (1887—1937) — педагог та громадський діяч, делегат УНРади ЗУНР, голова Тернопільського повітового ревкому ГСРР
- Коцик Роман Іванович (1895—1970) — український інженер, агроном-дослідник, громадсько-політичний діяч, Начальник відділу Міністерства фінансів УНР, урядовець з особливих доручень при Міністерстві Внутрішніх Справ УНР.
- Лебедович Іван Теодорович (в 1910) (1890—1981) — український священник, учасник визвольних змагань 1918/1919, капелан УГА, письменник, автор нарису «Польові Духовники Української Галицької Армії»
- Лещук Осип (1894—1949) — український письменник, теолог, педагог
- Богдан (Шпилька) (1892—1965) — єпископ Константинопольської православної церкви, митрополит Евкарпійський, вікарій Американської архієпископії.